# Lublin-Dreieck

Länder des Lublin-Dreiecks

Das Lublin-Dreieck (litauisch Liublino trikampis, polnisch Trójkąt Lubelski, ukrainisch Люблінський трикутник Ljublinskyj trykutnyk) ist ein dreigliedriges regionales Bündnis für politische, wirtschaftliche, kulturelle und soziale Zusammenarbeit zwischen Litauen, Polen und der Ukraine zur Unterstützung der Integration der Ukraine in die EU. Die Länder des Lubliner Dreiecks haben ihre Unterstützung für die Wiederherstellung der territorialen Integrität der Ukraine innerhalb international anerkannter Grenzen erklärt und fordern ein Ende der russischen Aggression gegen die Ukraine. Das Lubliner Dreieck unterstützt es, der Ukraine den Status eines von der NATO verstärkten Partners zu verleihen, und erklärt, dass die Gewährung eines Aktionsplans für die NATO-Mitgliedschaft der Ukraine der nächste notwendige Schritt in diese Richtung ist.
Das dreigliedrige Format basiert auf den Traditionen und historischen Bindungen der drei Länder. Die entsprechende gemeinsame Erklärung wurde von den Ministern am 28. Juli 2020 in Lublin, Polen, unterzeichnet. Lublin wurde bewusst als Hinweis auf die mittelalterliche Lubliner Union gewählt, aus der Polen-Litauen hervorging, einer der größten Staaten Europas zu dieser Zeit.
Die Idee, eine solche Organisation zu gründen, stammt von Adam Czartoryski, der von Wjatscheslaw Tschornowil geäußert wurde.

## Geschichte
Eine gemeinsame Erklärung der Außenminister Litauens, Polens und der Ukraine zur Schaffung des Formats wurde am 28. Juli 2020 im polnischen Lublin unterzeichnet.
Der Außenminister der Ukraine, Dmytro Kuleba, lud den Außenminister von Belarus, Uladsimir Makej, zu dem zweiten Treffen ein, das in Kiew stattfinden soll.

## Mechanismen der Zusammenarbeit
Nach dieser gemeinsamen Erklärung von Litauen, Polen und der Ukraine sollten die Außenminister der Parteien regelmäßige Treffen abhalten, insbesondere im Bereich der multilateralen Aktivitäten und unter Beteiligung ausgewählter Partner. Sie werden auch Konsultationen auf der Ebene der Führung der Außenministerien ihrer Länder organisieren und in diesen Ministerien Positionen von Vertretern für die Zusammenarbeit innerhalb des Lubliner Dreiecks schaffen.

## Initiativen

Wappen der LitPolUkrbrig

### Interparlamentarische Versammlung
Die Interparlamentarische Versammlung der Werchowna Rada der Ukraine, des Sejms und des Senats der Republik Polen sowie der Seimas der Republik Litauen wurde 2005 gegründet, um einen Dialog zwischen den drei Ländern in der parlamentarischen Dimension herzustellen. Die Eröffnungssitzung der Versammlung fand am 16. Juni 2008 in Kiew, Ukraine, statt. Innerhalb der Versammlung gibt es Ausschüsse für die europäische und euro-atlantische Integration der Ukraine sowie für die humanitäre und kulturelle Zusammenarbeit.

### Gemeinsames Team
Die litauisch-polnisch-ukrainische Brigade ist eine multinationale Einheit mit den Fähigkeiten einer gemeinsamen Militärbrigade, die unabhängige Militäreinsätze nach internationalem Recht durchführen oder an solchen Operationen teilnehmen soll. Sie besteht aus speziellen Militäreinheiten der drei Länder, ausgewählt aus der 21. Pidgal Rifle Brigade (Polen), der 80. Assault Brigade (Ukraine) und dem Bataillon der Großherzogin Biruta Ulan (Litauen).
Die litauisch-polnisch-ukrainische Brigade wurde 2014 im Rahmen einer dreigliedrigen Zusammenarbeit im Verteidigungsbereich gegründet. Bereitstellung eines nationalen Beitrags zu multinationalen Militärformationen mit hoher Bereitschaft (UN-Reservevereinbarungen, EU-Kampftaktikgruppen, NATO-Einsatzkräfte) sowie zu internationalen Friedenssicherungs- und Sicherheitsoperationen unter der Schirmherrschaft der Vereinten Nationen, der EU, der NATO und anderer internationaler Sicherheitsorganisationen. auf der Grundlage des Mandats des UN-Sicherheitsrates und im Falle der Genehmigung durch die Parlamente der teilnehmenden Länder.
Seit 2016 ist die LitPolUkrbrig ein wichtiges Element der Bemühungen der NATO, NATO-Standards in den Streitkräften der Ukraine umzusetzen. Die Hauptaktivitäten der Brigade umfassen die Ausbildung ukrainischer Offiziere und Militäreinheiten in diesen Standards, die Planung und Durchführung operativer Aufgaben sowie die Aufrechterhaltung der Einsatzbereitschaft.

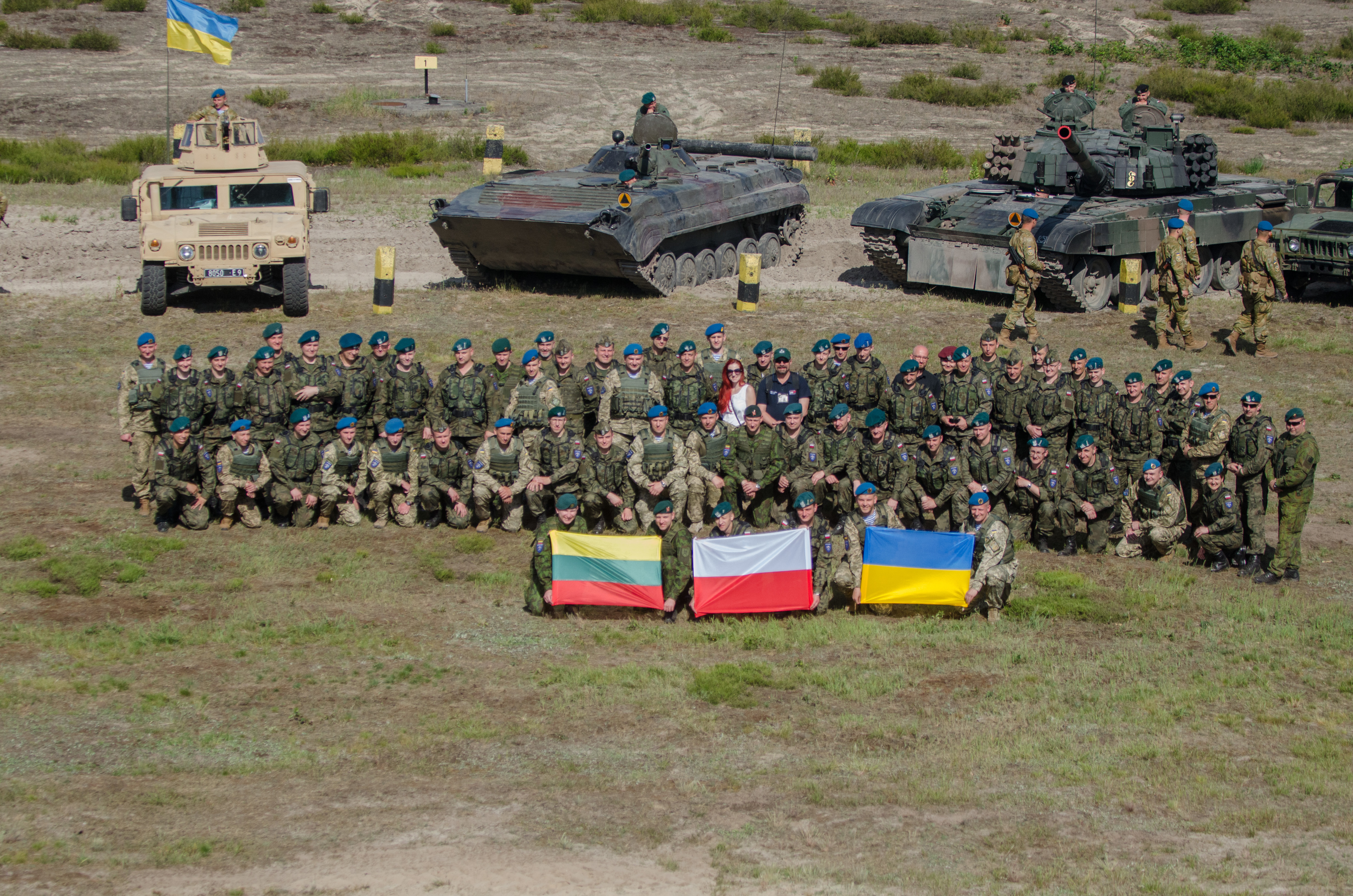
Soldaten der litauisch-polnisch-ukrainischen Brigade bei der Eröffnungsfeier der Übung „Anaconda-2016“ auf dem Testgelände Nova Deba in Polen, Juni 2016.

## Ländervergleich
| Name                           | Litauen                                                                                              | Polen | Ukraine |
| Offizieller Name               | Republik Litauen (Lietuvos Respublika)                                                               | Republik Polen (Rzeczpospolita Polska)                                                                                        | Ukraine (Україна) |
| ------------------------------ | --- | --- | --- |
| Staatswappen                   | | | |
| Flagge                         | | | |
| Einwohnerzahl                  | ▲ 2.794.329                                                                                          | ▼ 38.383.000 | ▼ 41.660.982 |
| Fläche                         | 65.300 km²                                                                                           | 312.696 km² | 603.628 km² |
| Bevölkerungsdichte             | 43 Personen / km²                                                                                    | 123 Personen / km² | 73 Personen / km² |
| System                         | Einheitliche präsidial-parlamentarische konstitutionelle Republik                                    | Einheitliche parlamentarische konstitutionelle Republik                                                                       | Einheitliche präsidial-parlamentarische konstitutionelle Republik |
| Hauptstädte                    | Vilnius 580.020 (810.290 Metropolregion)                                                             | Warschau 1.783.321 (3.100.844 Metropolregion)                                                                                 | Kiew 2.950.800 (3.375.000 Metropolregion) |
| Offizielle Sprachen            | Litauisch (de facto und de jure)                                                                     | Polnisch (de facto und de jure)                                                                                               | Ukrainisch (de facto und de jure) |
| Der derzeitige Regierungschef  | Premierminister Saulius Skvernelis (seit 2016)                                                       | Ministerpräsident Mateusz Morawiecki (Prawo i Sprawiedliwość; seit 2017)                                                      | Ministerpräsident Denys Schmyhal (seit 2020) |
| Das derzeitige Staatsoberhaupt | Präsident Gitanas Nausėda (seit 2019)                                                                | Präsident Andrzej Duda (Prawo i Sprawiedliwość; seit 2015)                                                                    | Präsident Wolodymyr Selenskyj (Sluha narodu; seit 2019) |
| Die Hauptreligionen            | 77,2 % Katholiken, 4,1 % orthodox, 0,8 % Altgläubige, 0,6 % Lutheraner, 0,2 % Reformer, 0,9 % andere | 87,58 % römisch-katholisch, 7,1 % schwer zu sagen, 1,28 % andere Glaubensrichtungen, 2,41 % nicht religiös, 1,63 % unbestimmt | 67,3 % orthodox, 9,4 % griechisch-katholisch, 0,8% römisch-katholisch, 7,7 % nicht identifizierte Christen, 2,2 % Protestanten, 0,4 % Juden, 0,1 % Buddhisten, 11,0 % gehören nicht zu Konfessionen |
| Ethnische Gruppen              | 84,2 % Litauer, 7,1 % Polen, 5,8 % Russen, 1,2 % Belarussen, 0,5 % Ukrainer, 1,7 % andere            | 98 % Polen, 2 % andere oder nicht angegeben                                                                                   | 77,8 % Ukrainer, 17,3 % Russen, 0,8 % Rumänen und Moldauer, 0,6 % Belarussen, 0,5 % Krimtataren, 0,4 % Bulgaren, 0,3 % Magyaren, 0,3 % Polen, 1,7 % andere                                          |
| Auslandsverschuldung (nominal) | 34,48 Mrd. USD (2016) – 31,6 % des BIP                                                               | 281,812 Mrd. USD (2019) – 47,5 % des BIP                                                                                      | 47,9 Mrd. USD (2018) – 46,9 % des BIP |
| Währung                        | Euro (€) – EUR                                                                                       | Polnischer Zloty (zł) – PLN                                                                                                   | Ukrainische Hrywnja (₴) – UAH |